# Nicaragua-tó
A Nicaragua-tó (spanyolul: Lago de Nicaragua, helyi nevén gyakran: Lago Cocibolca vagy Lago de Granada) Közép-Amerika legnagyobb édesvizű tava Nicaragua területén.

## Földrajz
Területe 8157–8264 négyzetkilométer, ezzel a Titicaca-tó után Latin-Amerika második, a Föld tizedik legnagyobb tava. A tó több megyéhez tartozik: délnyugaton Rivas, északnyugaton Granada, északon Boaco, északkeleten Chontales, délkeleten pedig Río San Juan megyéhez.
Északi részén a Río Tipitapa folyón keresztül csatlakozik a Managua-tóhoz. Lefolyása a délkeleti részén levő Río San Juan, azaz a Szent János-folyó, ami egyben az ország legjelentősebb folyója is, és nem a légvonalban közelebbi Csendes-óceánba, hanem a távolabb fekvő Karib-tengerbe vezet. Ez a vízrendszer egy mintegy 41 000 km²-es tektonikus völgyben helyezkedik el.
Az átlagosan 13 méter mély tóban sok sziget (mintegy 400) található, a nagyobbak közülük: a Zapatera, az Ometepe és a Solentiname-szigetek. A legnagyobb sziget, az Ometepe két vulkán összenövéséből keletkezett: az 1610 m magas Concepciónéból és az 1394 m magas Maderaséból.
Nagyobb települések a tó partja mentén: Granada, San Jorge, San Carlos és San Miguelito.

## Története
Az őslakók számára a nagy tó, amelyet navatl nyelvből származó nevén Cocibolcának neveztek, többféle hasznot jelentett: vizét ivóvíznek, tisztításra és öntözésre, a benne élő halakat pedig étkezésre hasznosították, szigetei pedig biztonságos lakóhelyet biztosítottak számukra. A gyarmatosító spanyolok hatalmas mérete és jellegzetes hullámai miatt először édesvízű óceánnak hitték, ezért Mar Dulcénak, azaz Édes-tengernek is nevezték. Később számos kutató felvetette, hogy a tó egykor tengeröböl volt és a vulkáni kitörések, illetve a földkéreg szerkezeti mozgásai zárták el a tengertől, a tó vizét pedig a belefolyó patakok megédesítették.
Napjainkban a tavon keresztül tervezik megépíteni a Panama-csatorna mintájára a Nicaraguai-csatornát. Ez azt jelenti, hogy a tó - miközben kapcsolatot létesít a két óceán között - egy édesvízi tóból fokozatosan sós vizű tóvá alakulna. A csatorna ellenzői szerint ez ökológiai katasztrófához vezet.

## Élővilág
Környezetének és a benne található szigeteknek a legnagyobb részét száraz, illetve délen–délnyugaton nedves trópusi erdők borítják, de a szigetek vulkánjainak magasabb részein köderdők is megjelennek.
Az egyetlen tó a maga nemében, ahol különféle tengeri halak is megélnek, köztük cápák, kardhalak, valamint fűrészesrájafélék, amelyek a San Juan folyón jutnak fel a Karib-tengerből. A tó környékén sok ritka madárfaj él, a halfajok száma összesen 40.

## Képek

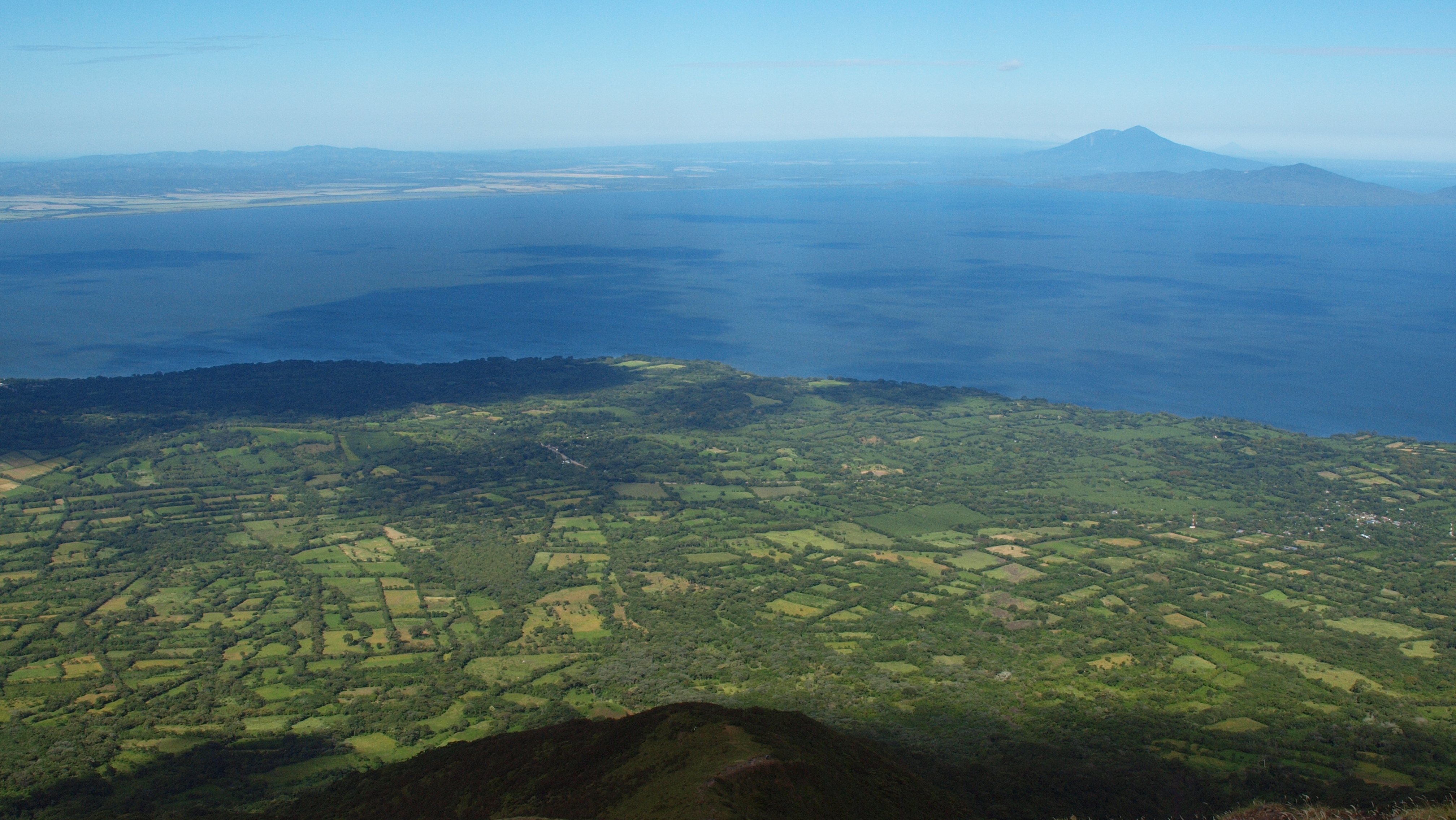
Látkép a tóról a Concepción-vulkánról
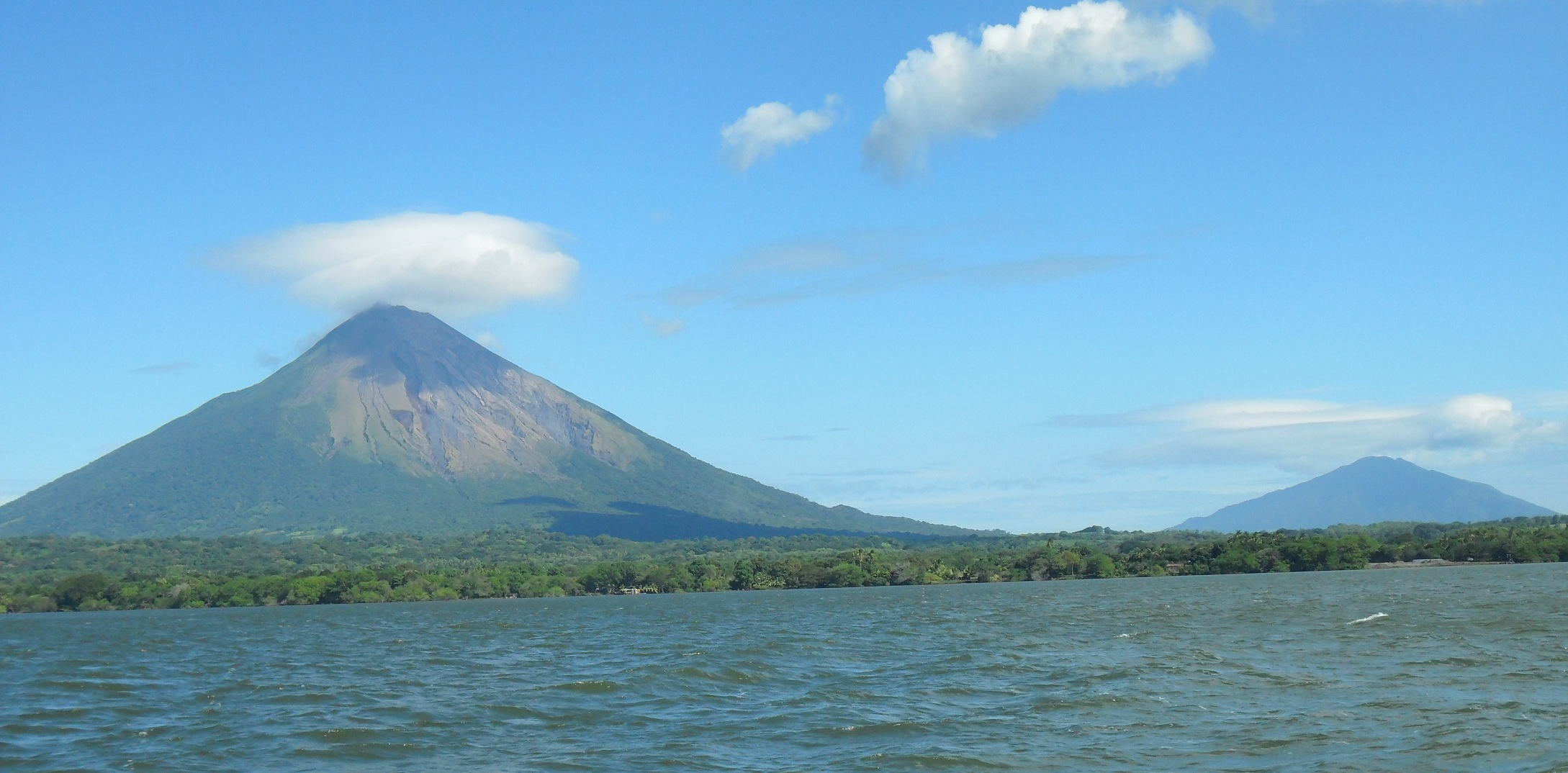
Ometepe szigete
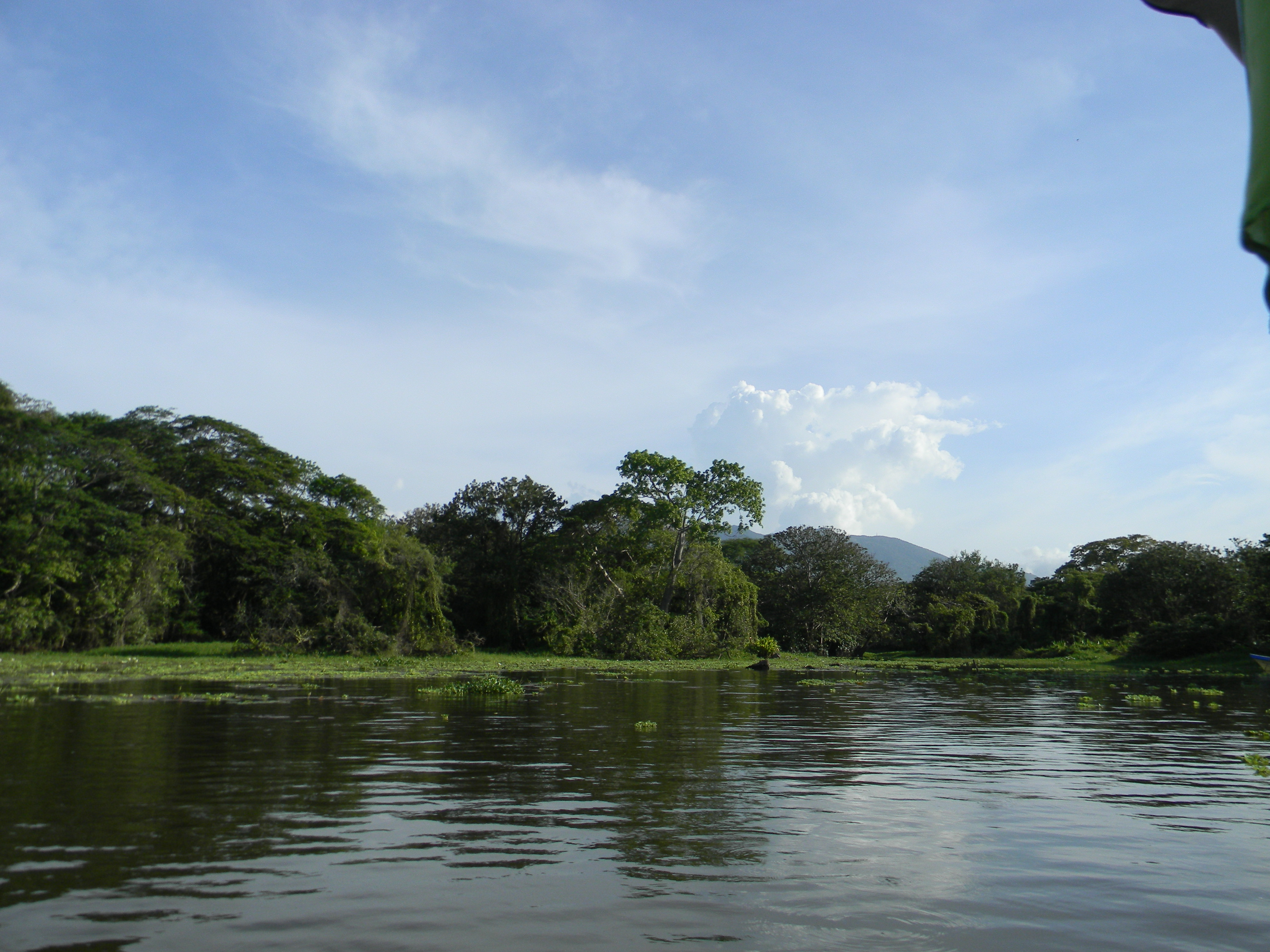
Tópart
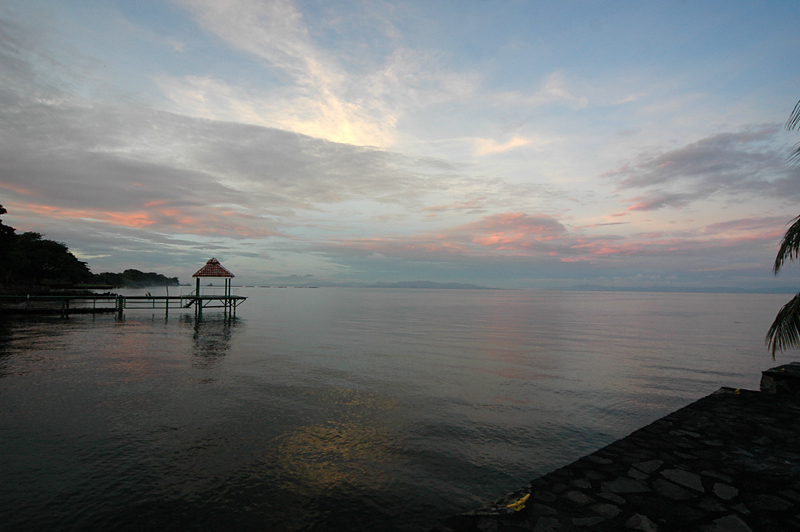
Látkép